# Africallagma pseudelongatum
Africallagma pseudelongatum é uma espécie de libelinha da família Coenagrionidae.
Pode ser encontrada nos seguintes países: Quénia, Uganda, possivelmente Burundi e possivelmente em Tanzânia.
Os seus habitats naturais são: florestas subtropicais ou tropicais húmidas de baixa altitude, regiões subtropicais ou tropicais húmidas de alta altitude, matagal tropical ou subtropical de alta altitude, campos de altitude subtropicais ou tropicais, rios, rios intermitentes, áreas húmidas dominadas por vegetação arbustiva, marismas intermitentes de água doce e nascentes de água doce.